# 歳暮
歳暮（せいぼ、さいぼ）は、「年（歳）の暮れ」のことである。歳末（さいまつ）・歳晩（さいばん）。
1年の終わり12月の季語でもある。また比喩として、人生のうち老年期を意味する。
日本では、暮れに世話になった人に対し感謝するなどの歳暮周り（せいぼまわり）と呼ばれる年中行事が行われることが多い。このときに贈り物がされるが、この贈答品がお歳暮と呼ばれ、現在では「歳暮」「お歳暮」といった場合、この贈答品、または贈り物の習慣を指すことが一般的である。

## 贈答（お歳暮）
お歳暮（おせいぼ）は、本来は直接訪問して贈り物をするものであるが、近年では老舗や百貨店などから直送（実際には宅配便のシステムを利用）で相手方に贈られることが多い。
多くの商品が贈答にされる為、この時期の賑わいを歳暮商戦（せいぼしょうせん）、御歳暮商戦（おせいぼしょうせん）などと言う場合もある。
お歳暮は１回限りではなく、"継続的に(毎年)"贈るのがマナーであるとされる。また、贈る物の金額は毎年同じ程度が良いとされている。すなわち、最初に1万円を超えるような品物を贈ると、今後も同程度の物を送る必要が出てくるので、注意が必要である。
この時の贈答品は主に、新しい年を迎える為に必要な物を送ることが多い。具体的にはある程度保存の利くアルコール飲料（ビールやウィスキーなど）、コーヒー、ハム・ソーセージといった食品が多いが、クール便（冷蔵輸送）の拡充によって魚介類や牛肉などの産直生鮮食品も利用される。また、洗剤や石鹸など、生活必需品を贈ることも一般的である。また、相手先が商品の選択を可能とする目的で、商品券や引換券を贈る場合もある。
この時期に贈る品物には紅白の水引と、熨斗アワビの飾りまたは代わりのマークを付けて贈る（ただし、品物が生ものの場合は熨斗アワビは付けずに水引のみ）。注意しなければいけないのは、この時に付ける水引の形で、蝶結びにしなければならない。
お歳暮の時期が過ぎた1月中旬から同月下旬にかけて、売れ残ったお歳暮用ギフトの商品をバラ売りする「解体セール」が百貨店やスーパーマーケットなどにて行われている。

## 企業社会での歳暮
日本では、取引先の企業の担当者、その上席、担当役員などにお歳暮を贈る習慣が広く存在する。毎年12月中旬頃から下旬にかけ、企業から企業への贈答、また得意先幹部同士の贈答が、また社員同士の贈答が広く行われる。1990年代頃までは、大手企業を中心に、取引先や監督官庁職員の自宅住所のリストを作成し歳暮贈答を行うことがあった。
現在では、公務員が許認可等の相手方、立入検査等の相手方、契約の相手方などの利害関係者から、お歳暮などの金銭・物品を受け取ることが禁じられている。
民間企業では法令で規制・禁止されているわけではないが、1989年に消費税が導入されて以来、景気が低迷しはじめた後に企業活動のコンプライアンス確保のため企業方針として取引先からの高額の贈答品の受け取りを辞退したり、虚礼見直しで社内での贈答を全面禁止する企業が多くなってきている。さらには、2000年代に入ると、個人情報保護の社会的動きや取引先と社員の癒着の防止の観点や社内人事の透明性の観点から、内部統制の一環として社外共に贈答全般を規制する企業も出ている。